# Caudron G.2
Caudron G.2 – francuski samolot rozpoznawczy i szkolny w układzie dwupłatu z okresu I wojny światowej, zaprojektowany i zbudowany w wytwórni Société des Avions Caudron. Produkowana seryjnie maszyna używana była w niewielkich ilościach przez lotnictwo wojskowe Francji, Australii, Wielkiej Brytanii i Chin. Rozwinięciem modelu G.2 była produkowana w dużych ilościach maszyna Caudron G.3.

## Historia
Samolot rozpoznawczy Caudron G.2 powstał w wytwórni Société des Avions Caudron w 1913 roku . Zbudowany w układzie dwupłatu jedno- lub dwuosobowy samolot miał centralną gondolę, skrzydła o nierównej rozpiętości oraz podwójne listwy, do których przymocowane było usterzenie z podwójnymi statecznikami pionowymi. Maszyna miała konstrukcję drewnianą z elastycznymi skrzydłami, a sterowanie poziome odbywało się poprzez skręcanie płatów. Do napędu wykorzystano silnik rotacyjny Gnome o mocy 59 kW (80 KM) ze śmigłem ciągnącym, choć w części egzemplarzy zastosowano silnik Le Rhône o tej samej mocy. Wyprodukowano niewielką liczbę maszyn G.2, zastąpionych na liniach montażowych przez nowocześniejszy Caudron G.3.

## Użycie

### Francja
Caudron G.2 pojawił się we francuskim lotnictwie na początku 1914 roku. W momencie wybuchu I wojny światowej samoloty tego typu w liczbie kilku egzemplarzy zostały przydzielone do dwóch eskadr (fr. Escadrille) Aéronautique Militaire: CM 39 (od Caudron Monoplace) i C 11 z Le Crotoy. Maszyny Caudron G.2 przeprowadziły wiele misji rozpoznawczych na froncie zachodnim, m.in. nad Namurem (16 sierpnia), Chimay (24 sierpnia), Guise (30 sierpnia) oraz podczas bitwy nad Marną (1–10 września). Po ustabilizowaniu się frontu, samoloty G.2 trafiły również do eskadr C 17 i C 30, wyposażonych głównie w nowocześniejsze Caudrony G.3. W lutym 1915 roku eskadra CM 39 została przezbrojona w Caudrony G.3 i przemianowana na C 39; również w pozostałych eskadrach G.2 zostały zastąpione przez G.3. Według opinii załóg eskadry C 11, obserwator w G.2 miał bardzo ograniczone pole widzenia.

### Australia
Australia nabyła kilka samolotów Caudron G.2 do użytku w szkołach lotniczych.

### Wielka Brytania
Royal Naval Air Service zakupiło jedną maszynę Caudron G.2, napędzaną silnikiem Anzani o mocy 60 KM, która używana była w bazie lotniczej w Hendon.

### Chiny
Niewielka liczba maszyn Caudron G.2 została 13 lipca 1913 roku zakupiona przez Chiny (łącznie 16 samolotów produkcji zakładów Caudron: G.2, G.3 i J).

## Opis konstrukcji i dane techniczne
Caudron G.2 był jednosilnikowym, jedno- lub dwuosobowym samolotem rozpoznawczym i szkolnym w układzie dwupłatu . Rozpiętość skrzydeł wynosiła 12,1 metra, a powierzchnia nośna 28 m² . Długość samolotu wynosiła 7,25 metra . Masa własna wynosiła 400 kg, zaś masa całkowita (startowa) 700 kg . Napęd stanowił chłodzony powietrzem silnik rotacyjny Gnome o mocy 59 kW (80 KM). Prędkość maksymalna wynosiła 106 km/h .